# Rimapenaeus
Rimapenaeus és un gènere de gambes. Comprèn sis espècies, inclosa Rimapenaeus constrictus, estudiada per la seva extensió al llarg de la costa americana de l'est:
Rimapenaeus byrdi (Burkenroad, 1934)
Rimapenaeus constrictus (Stimpson, 1871)
Rimapenaeus faoe (Obarrio, 1954)
Rimapenaeus fuscina (Pérez Farfante, 1971)
Rimapenaeus pacificus (Burkenroad, 1934)
Rimapenaeus similis (Smith, 1885)